# Heimtabelle
Die Heimtabelle ist eine tabellarische geordnete Rangfolge, in der bestimmte Sportmannschaften, vor allem Fußballmannschaften, nach den aus den Heimspielen erzielten Punkten aufgezeichnet werden.
Heimtabellen können nicht der Übersicht der Spielstärke dienen, weil darin nur die Hälfte der Spiele aufgezeigt wird. Für die anderen Spiele wird oftmals gleichzeitig eine Auswärtstabelle angefertigt. Deswegen gelten Heimtabellen auch nur als Anschauungsmaterial und werden besonders gerne zusammen mit Auswärtstabellen in Sonderteilen bestimmter Zeitungen abgedruckt, um Zusatzinformationen vor allem über die Deutsche Bundesliga zu geben.
Vergleicht man die Heim- mit der Auswärtstabelle, so bemerkt man vor allem, dass fast alle Mannschaften wesentlich mehr Punkte bei den Heimspielen erzielen, was auf den sogenannten Heimvorteil zurückzuführen ist.
In der Heimtabelle werden außer dem Punktestand auch oftmals Anzahl der Spiele und die Tordifferenz angegeben.